# Kleine geelkuifkaketoe
De kleine geelkuifkaketoe (Cacatua sulphurea) is een vogel uit de orde der papegaaiachtigen en de familie der kaketoes. Het is een ernstig bedreigde vogelsoort die voorkomt op Sulawesi en de Kleine Soenda-eilanden in vijf onderling verschillende ondersoorten verdeeld over de eilanden.

## Uiterlijk
De kleine geelkuifkaketoe wordt tussen de 33 tot 35 cm groot. Het verenkleed is overwegend wit. Opvallend is de geel getinte oorvlek en de gele kuif. De kuif is lang en wanneer ingeklapt buigt het uiteinde naar boven toe. De onderzijde van de vleugels en staart zijn eveneens geel van kleur. De grote en krachtige snavel is grauw-zwart gekleurd. De iris is bruinzwart en de oogring wit van kleur. Eenvoudig te verwarren met de grote geelkuifkaketoe welke groter is en voorkomt op Australië

## Voedsel
Het dieet van de kleine geelkuifkaketoe is voornamelijk vegetarisch. Het menu bestaat uit zaden, bessen, vruchten, noten, kruiden aangevuld met larven en insecten.

## Voortplanting
De kaketoe heeft zijn nest in boomholtes. Het vrouwtje legt meestal 2 soms 3 ovale witte eieren. Na een broedtijd van 28 dagen komen de jongen uit. Na ongeveer 75 dagen verlaten de jongen het nest. Beide ouders broeden de eieren uit en verzorgen de jongen.

## Leefgebied
Het oorspronkelijke verspreidingsgebied van de kleine geelkuifkaketoe ligt op de Kleine Soenda-eilanden en op Sulawesi in Indonesië. De vogels is uitgezet in Hongkong waar nu een populatie van enkele honderden vogels voor komt. Het is geen vogel van ongerept regenwoud, de vogel geeft de voorkeur aan gebieden met half open bos, bosranden grenzend aan agrarisch gebied en terrein met struikgewas. Een belangrijke voorwaarde is wel de aanwezigheid van grote, oude bomen met boomholtes waarin de kaketoe kan nestelen.

## Ondersoorten
Er worden vijf ondersoorten onderscheiden:
- C. s. sulphurea: Sulawesi en de nabijgelegen eilanden.
- C. s. abbotti (Abbotts middelste geelkuifkaketoe): Masalembu Besar (tussen Java en Borneo).
- C. s. djampeana: eilanden ten zuiden van Sulawesi in de Floreszee.
- C. s. occidentalis: van Lombok tot Alor (Kleine Soenda-eilanden).
- C. s. parvula (Timor geelkuifkaketoe): Timor.

## Status
De grootte van de populatie werd in 2018 door BirdLife International geschat op  1000 tot 2500 volwassen individuen en de populatie-aantallen nemen af. Hoewel de handel in (uit het wild gevangen) vogels verboden is krachtens de overeenkomst inzake de internationale handel in bedreigde soorten (Bijlage I, CITES), blijft illegale vangst een belangrijke bedreigende factor. Vangst komt zelfs voor in formeel beschermde gebieden zoals het Nationaal park Rawa Aopa Watumohai. Daarnaast wordt het leefgebied aangetast door ontbossing, waarbij natuurlijk bos wordt omgezet in gebied voor agrarisch gebruik en menselijke bewoning. Ook wordt concurrentie om nestholtes met andere soorten papegaaiachtigen en uilen als negatieve factor genoemd. Om al deze redenen staat deze soort als ernstig bedreigd op de Rode Lijst van de IUCN.

## Afbeeldingen

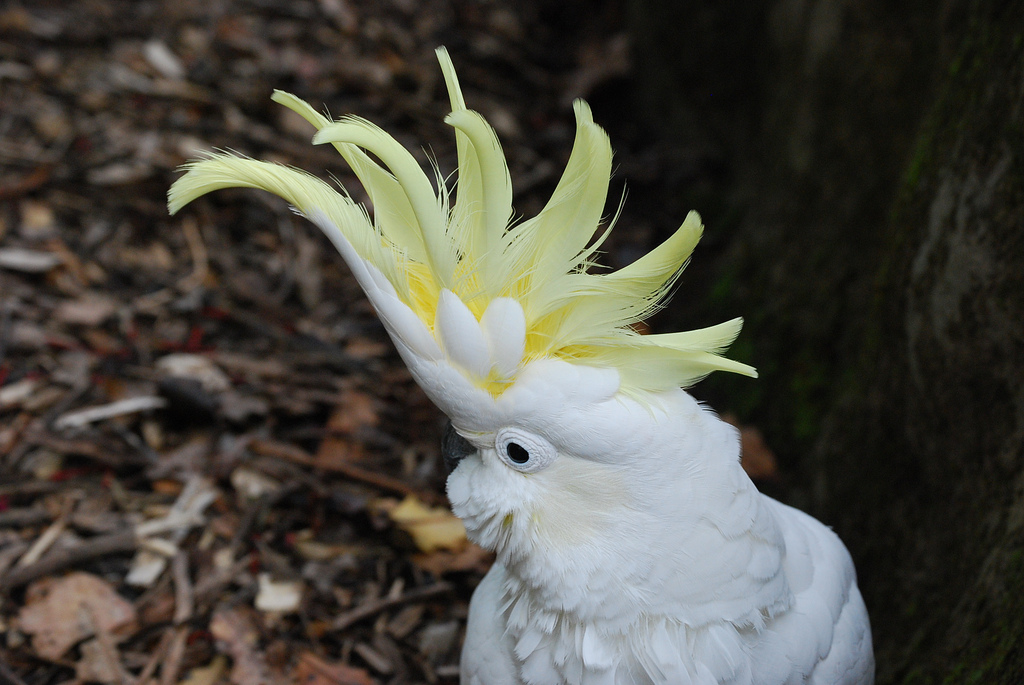
Cacatua sulphurea in de Auckland Zoo in Nieuw-Zeeland
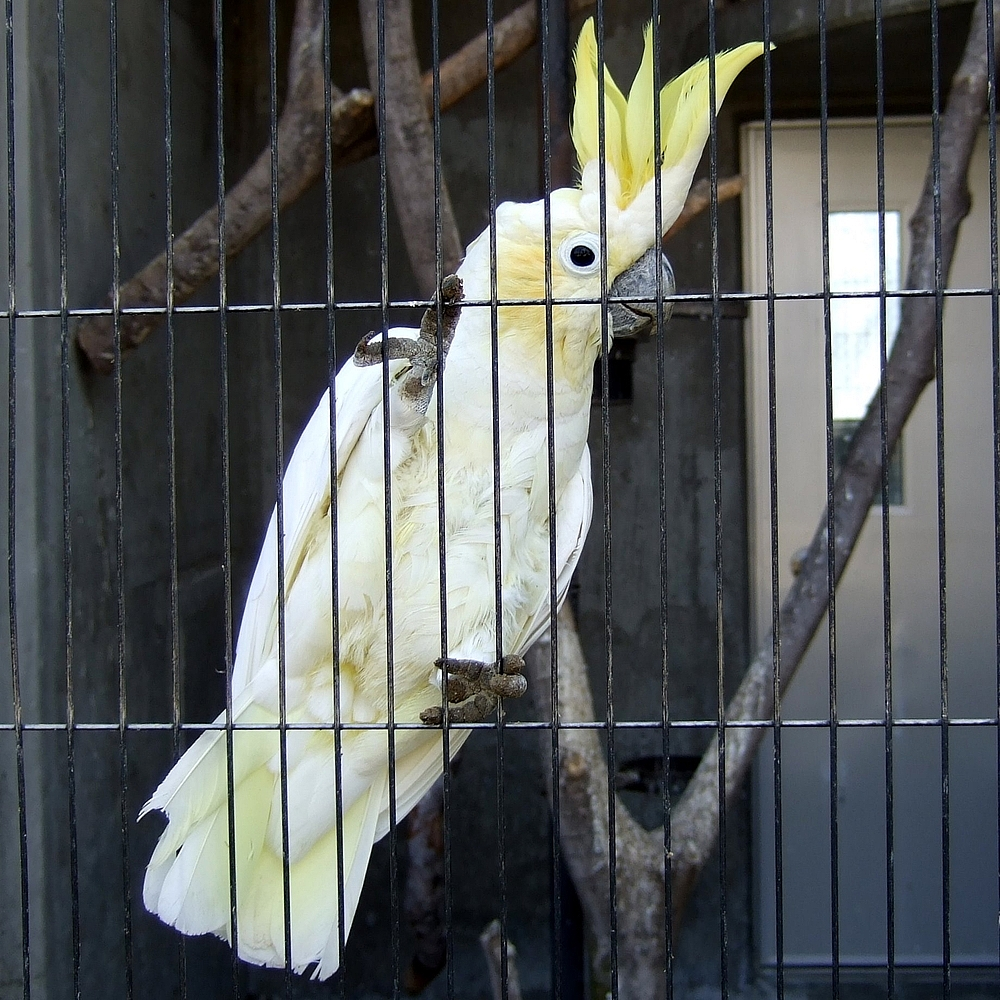
Cacatua sulphurea in gevangenschap
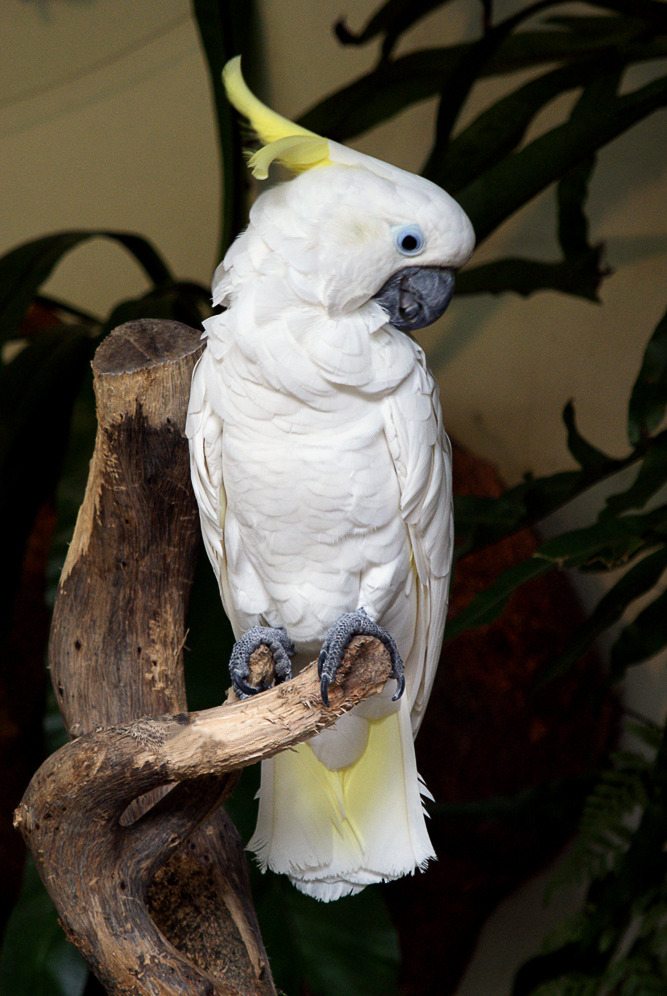
Kuala Lumpur Bird Park
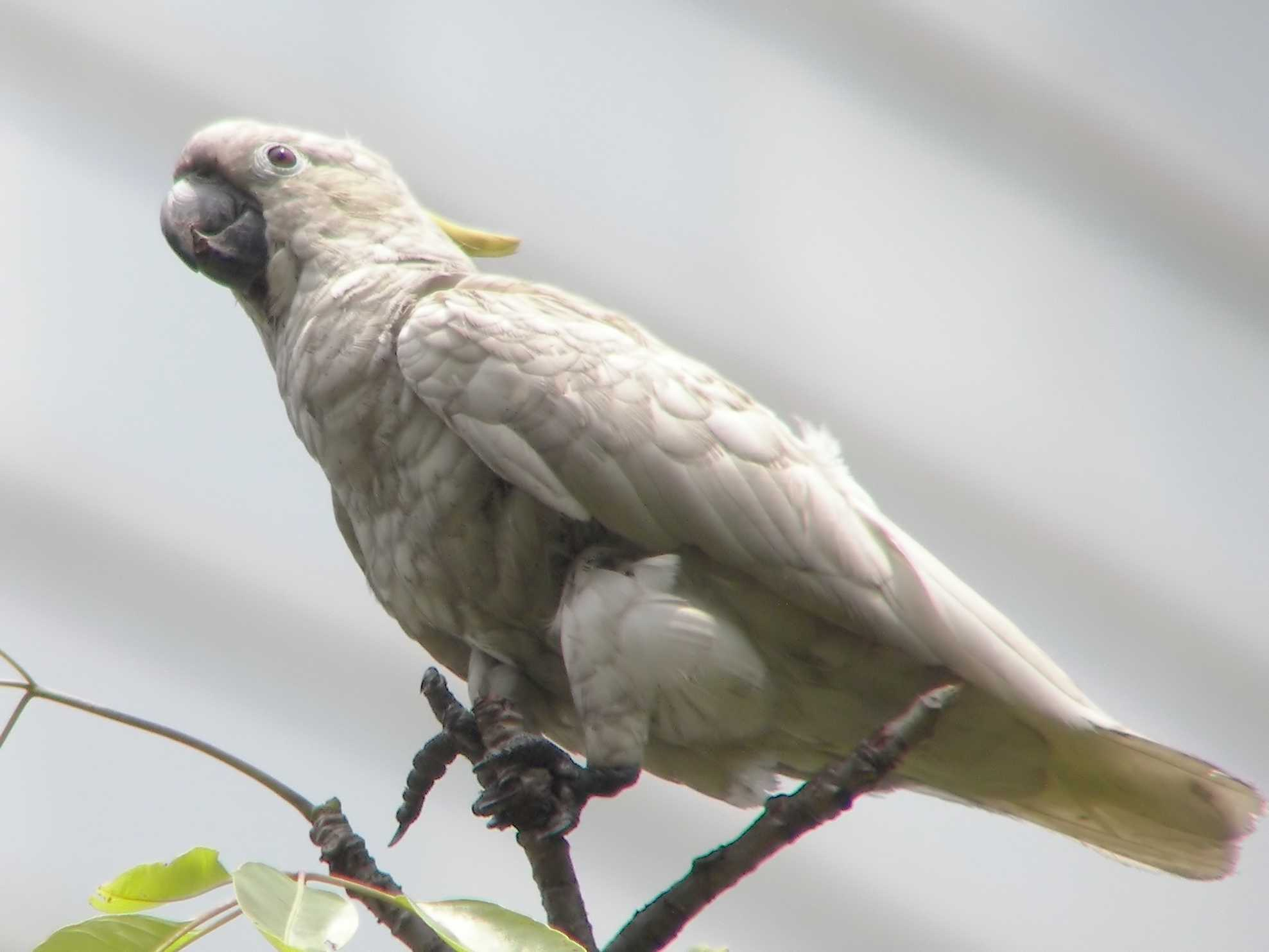
Foto uit Hongkong